# Среда (теория систем)
Среда (в теории систем) — совокупность объектов, изменение свойств которых влияет на систему, а также тех объектов, чьи свойства меняются под воздействием поведения системы. 
Среда, являясь зависимым понятием, всегда рассматривается по отношению к некоторой системе и представляет собой множество всех элементов, которые не входят в данную систему, но с которыми данная система может взаимодействовать.